# Itapiratins
Itapiratins là một đô thị thuộc bang Tocantins, Brasil. Đô thị này có diện tích 1243,954 km², dân số năm 2007 là 3421 người, mật độ 2,75 người/km².